# Gerald Madkins
Gerald Madkins jr. (Merced, California, 18 de abril de 1969 (55 años)) es un exjugador de baloncesto estadounidense. Con 1.93 de estatura, jugaba en la posición de escolta. Actualmente es asistente al mánager general de los New York Knicks.

## Equipos
- 1987-1992 UCLA
- 1992-1993 Grand Rapids Hoops
- 1993-1994 Cleveland Cavaliers
- 1994-1995 Grand Rapids Mackers
- 1995-1996 Rockford Lightning
- 1995-1996 Joventut Badalona
- 1996-1997 Cholet Basket
- 1996-1997 Rockford Lightning
- 1997-1998 Golden State Warriors
- 1998-1999 Joventut Badalona
- 1998-1999 Grand Rapids Hoops